# CSS Manassas
CSS «Манассас» (англ.  Manassas) — броненосный таран, построенный для флота Конфедеративных Штатов Америки во время Гражданской войны. Перестроен в Алжире (штат Луизиана) из речного буксира «Караван Еноха»; фактически, являлся первым броненосцем Конфедерации и первым броненосным кораблём, встретившимся с противником в морском бою. Несколько раз участвовал в вылазках против федерального блокадного флота в устье Миссисипи. Активно противодействовал прорыву федерального флота мимо фортов под Новым Орлеаном 24 апреля 1862 года. В ходе сражения выскочил на мель и был сожжён экипажем.

## История
В начале Гражданской войны в Америке, основной состав американского военного флота остался лоялен федеральному правительству в Вашингтоне; это позволило северянам с самого начала иметь превосходство на море и использовать его против мятежных штатов. Так как Конфедерация, имевшая очень слабую промышленность, не могла собственными усилиями поддерживать свою военную машину, и нуждалась в поставках оружия и материалов из Европы, северяне установили морскую блокаду основных портов Конфедерации. Блокада эта чрезвычайно осложнила ввоз военных материалов, необходимых южанам (таковой мог теперь осуществляться только контрабандой, в небольших количествах и с высоким риском) и перекрыла каботажные перевозки вдоль побережья; что, с учётом слабого развития внутренних коммуникаций Конфедерации, также имело значимый характер. Используя своё господство на море, северяне также организовали ряд амфибийных высадок в самом начале войны, планомерно захватывая стратегические точки вдоль побережья южных штатов.
Не имея ни обученных моряков, ни боевых кораблей, ни адекватной промышленности, конфедераты не могли надеяться сразиться с федеральным флотом в открытом бою. Их единственным шансом являлся асимметричный ответ в виде броненосных кораблей; на тот момент революционной технической новинки, полностью переменившей подход к войне на море. Конфедераты полагали, что если они построят свои броненосцы раньше северян, то сумеют снять блокаду и нейтрализовать риск морского нападения на свои порты. Особое значение играла оборона Нового Орлеана; крупнейший порт на побережье Мексиканского Залива, Новый Орлеан был удобен для действий блокадопрорывателей и предоставлял доступ к устью реки Миссисипи, являвшейся важнейшей транспортной артерией юга.
В 1861 году группа частных предпринимателей из Нового Орлеана приобрела винтовой буксир «Караван Иноха» (англ. Enoch Train), для перестройки его в броненосный корабль. Переименованный в «Манассас», этот корабль должен был использоваться как броненосный таран для действий против северного флота в Мексиканском Заливе. Прежде, чем перестройка корабля была завершена, конфедеративный флот реквизировал его и укомплектовал своими моряками.

## Конструкция
«Манассас» был необычным кораблём. При перестройке в броненосец, надстройки и надводный борт буксира были срезаны до уровня ватерлинии, и оставшаяся часть накрыта выпуклым броневым панцирем, составленным из железных плит. Корпус «Манассаса» напоминал короткую сигару, наполовину скрытую в воде. Ни мачт, ни надстроек не имелось; над выпуклым панцирем корабля выступали лишь две дымовые трубы и броневой навес в носовой части, прикрывающий пушечный порт. Боевая рубка выступала за трубами.
Полное водоизмещение этого странного маленького броненосца составляло всего 387 тонн. Длина его не превышала 43,6 метров, ширина 10 метров, и осадка — 5,18 метров. Полные обводы и большая осадка не позволяли надеяться на достижение больших скоростей; маневренность корабля также оказалась под вопросом.

### Вооружение
Основным вооружением «Манассаса» являлся железный таран, смонтированный в его носовой части. Треугольной формы таранный бивень был частью конструкции броневого панциря, и опирался на толстую деревянную переборку. Предполагалось, что в сражении «Манассас» будет идти полным ходом на неприятеля и таранить его, пробивая борт и создавая подводную пробоину; выпуклый броневой панцирь, создающий хорошие условия для рикошета снарядов, мог защитить его от обстрела с ближней дистанции.
Артиллерийское вооружение «Манассаса» играло вспомогательную роль. Он был снаряжён единственной 64-фунтовой гладкоствольной пушкой Дальгрена, установленной под панцирем в носовой части, и стрелявшей через прикрытый броневым навесом порт. Манёвр огнём практически отсутствовал; орудие смотрело прямо вперёд, что совпадало с тактической ролью корабля как тарана. Основной задачей орудия было давать выстрелы в упор непосредственно перед таранным ударом, чтобы дезорганизовать неприятеля.

### Броневая защита
Броневой панцирь «Манассаса» был собран из кованых железных плит толщиной в 35 миллиметров. Он опирался на деревянный каркас толщиной 200 миллиметров. Выпуклая форма увеличивала снарядостойкость, обеспечивая броне большой уклон; так как панцирь был шире корпуса корабля, зазор между ним и бортом был заполнен толстыми досками и служил как для повышения плавучести, так и для защиты от возможных таранных ударов со стороны врага.
Маленькие размеры и низкий силуэт «Манассаса» делали его сложной мишенью для орудий того времени — особенно по ночам. Его выпуклая броня, хотя и была довольно тонкой, могла эффективно отражать попадания снарядов, выпущенных с небольшой дистанции, так как таковые приходились бы под очень острым углом.

### Силовая установка
Силовая установка «Манассаса» оставалась такой же, как и у исходного буксира. Две паровые машины неизвестного типа работали на единственный винт. И раньше не отличавшийся особой ходкостью, корабль был сильно перегружен весом брони, и его скорость на практике не превышала 4 узлов; таким образом, его возможности как тарана были сильно ограничены.

## Служба
«Манассас» вступил в строй 12 сентября 1861 года. Изначально строившийся частными лицами как приватир, он был реквизирован федеральным флотом и введён в строй под государственным флагом Конфедерации. Его основной задачей виделась оборона Нового Орлеана и прорыв блокады федерального флота в устье Миссисипи. Конфедераты горели желанием испытать его в бою возможно раньше, так как блокада уже ощутимо влияла на военную машину Конфедерации.

### Сражение за Хед-Пасс

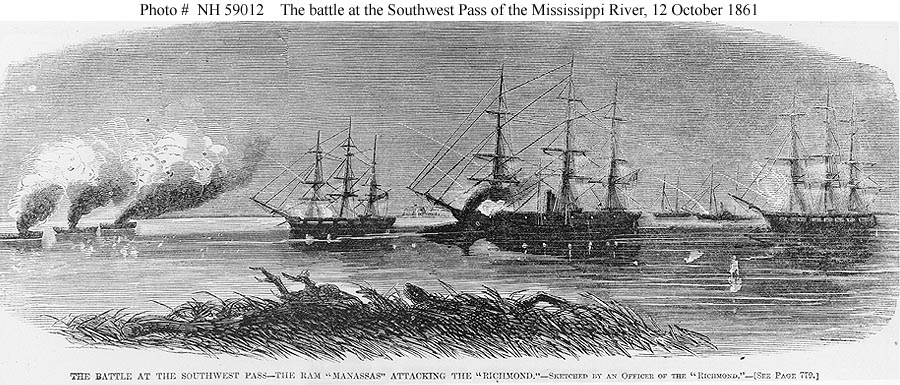
«Манассас» таранит «Ричмонд»; первое применение броненосца против другого корабля

12 октября 1861 года, броненосный таран спустился вниз по реке в сопровождении шести небольших канонерок, собираясь атаковать блокадную эскадру северян. Южане опасались, что федеральный флот в устье Миссисипи готовится к прорыву вверх по реке, и собирались упредить его. Федеральная эскадра, состоявшая из винтового корвета «Ричмонд», парусных шлюпов «Винсеннес» и «Преббл» и колесной канонерки «Морская Ведьма», обладала почти абсолютным превосходством в огневой мощи над конфедератами; ввиду этого южане рассчитывали на ночную атаку с использованием «Манассаса» и буксируемых канонерскими лодками брандеров.
Из-за некомпетентности командира северной эскадры, капитана Джона Поупа, федералисты не выставили пикетов и позволили захватить себя врасплох; дозорные на борту «Преббл» обнаружили «Манассас» лишь менее чем в двухстах метрах. Подняв тревогу, федеральный шлюп обстрелял таран, но очень низкий силуэт неприятеля не позволил артиллеристам добиться попаданий. Дав полный ход, и прикрываясь импровизированной дымовой завесой из труб, «Манассас» направился к флагманскому кораблю «Ричмонд», и таранил его. Удар вышел скользящим; из-за очень маленькой скорости «Манассаса» федеральный корвет получил лишь незначительные повреждения. На «Манассасе» от удара вышел из строя один двигатель, и, потеряв всякую возможность дальнейшего участия в бою, таран медленно отступил. Федеральные корабли в неразберихе обменивались залпами с конфедеративными канонерками; при этом один из снарядов случайно задел отступающий «Манассас» и сбил одну из его труб.
Столкновение завершилось в обстановке общей ночной суматохи; ни один человек с обеих сторон не был убит или даже ранен. С моральной точки зрения, федеральный флот считал эту бескровную битву крупным поражением — располагая абсолютным превосходством в огневой мощи, северяне были захвачены врасплох, и не нанесли неприятелю никакого значимого вреда. С технической точки зрения, южане не сумели нанести северному флоту никакого значимого ущерба; наиболее же пострадавшим кораблём оказался сам «Манассас». Федеральный флот был так впечатлён этим «футуристическим» кораблём, что на некоторое время в нём воцарилась настоящая «таранная лихорадка», и опасения ночных таранных атак приобрели почти характер паранойи.

### Сражение за форт Джексон и Сен-Филип
Весной 1862 года федеральный флот под командованием адмирала Дэвида Глазго Фаррагута приступил к овладению Новым Орлеаном. Путь к нему по реке защищали расположенные по берегам форты Джексон и Сен-Филип; между фортами в реке было устроено заграждение, за которым базировался федеральный флот. Несмотря на то, что позиция южан выглядела достаточно сильной, Фаррагут считал, что сумеет осуществить успешный прорыв; он должен был торопиться, так как имел сведения о постройке в Новом Орлеане двух новых сильных броненосцев, с которыми его деревянные корабли не могли бы справиться.
Оборона южан под Новым Орлеаном выглядела достаточно эффективной, но на практике страдала от отсутствия координации. Форты находились под командованием армии; боевые корабли (включая «Манассас») находились под командованием конфедеративного флота; ещё несколько канонерок принадлежали Вспомогательному Флоту штата Луизиана, и подчинялись только правительству штата, и имелось ещё несколько таранных пароходов флота «речной обороны», которые подчинялись армейскому ополчению штата. Единого командования не было, как и единого взгляда на ситуацию. Хотя укрепления южан были достаточно сильны, они были укомплектованы лишь небольшим числом тяжёлых орудий. Единственным наличным броненосцем был «Манассас»; присланный за несколько дней до сражения крупный броненосец CSS Louisiana был не достроен, не способен двигаться и мог играть роль только плавучей батареи.
Ночью 24 апреля 1862 года, после недели предварительной бомбардировки, флот северян пошёл на прорыв. Успешно преодолев повреждённые разливом реки заграждения, корабли северян с относительно небольшими потерями прорвались мимо фортов. Конфедеративный флот, из-за отсутствия единого командования, не успел вмешаться в критический момент, и подошёл к месту сражения лишь тогда, когда федеральные корабли уже вышли из-под огня фортов. При этом в возникшей неразберихе, попытавшийся выдвинуться вперёд «Манассас» был принят артиллеристами фортов за неприятеля и обстрелян, после чего вынужден был отойти.
Успешно пройдя мимо фортов, федеральные корабли вступили в бой с конфедеративными эскадрами. «Манассас» попытался таранить винтовой шлюп северян «Пенсакола», но тот уклонился от тарана и всадил в него полный бортовой залп. Вслед за этим из-за нехватки скорости, «Манассас» оказался под сосредоточенным огнём всей федеральной эскадры, которая, проходя выше по реке, поочерёдно обстреливала таран. С трудом развернувшись, «Манассас» атаковал пароходофрегат «Миссисипи», выстрелил в неё из своего орудия и таранил, но лишь скользнул по корпусу федерального корабля.
Последней жертвой «Манассаса» оказался винтовой корвет «Бруклин», как раз выходивший из-под огня фортов. Разогнавшись, «Манассас» таранил «Бруклин», выстрелив в упор из своего единственного орудия. В этот раз таранный удар был нанесён под нужным углом; однако таран пробил борт «Бруклина» напротив заполненной угольной ямы, и пробоина оказалась не опасной. Выстрел «Манассаса», произведённый в упор, был остановлен мешками с песком вокруг котла «Бруклина», после чего таран отступил.
Несмотря на все старания конфедератов, им не удалось остановить прорыв федерального флота. Прорвавшиеся корабли северян быстро разделались с канонерскими лодками южан. «Манассас», единственный оставшийся на ходу из всей конфедеративной эскадры, двинулся следом за поднимавшимся по реке флотом северян, рассчитывая атаковать при удаче, но был замечен; немедленно после «Миссисипи» яростно бросилась на него. Увернувшись с большим трудом от удара, «Манассас» вылетел на мель. Машина его окончательно вышла из строя, и, не имея возможности сойти с мели, «Манассас» был оставлен экипажем и сожжён. Его уничтожение весьма огорчило командора Портера, который рассчитывал захватить этот корабль как «инженерную диковину».

## Оценка проекта
Для своего времени «Манассас» был революционным дизайном, впервые за долгие века воплощая идею боевого корабля, главной ударной мощью которого не являлась артиллерия. Созданный, чтобы поражать неприятеля ударами тарана, этот броненосец был следствием той революции в военном деле, которую произвела броня; развитие артиллерии вплоть до конца XIX столетия в общем и целом отставало от развития броневой защиты, и возможность потопить неприятеля только артиллерийским огнём долгое время оставалась под вопросом.
Сам по себе дизайн «Манассаса» был весьма оригинален, но не вполне удачен. Хотя его низкий силуэт и выпуклый броневой панцирь представляли удовлетворительную защиту, скорость его была явно недостаточна для действия тараном. В бою «Манассас» мог успешно атаковать только неподвижного противника, либо противника, движущегося в стеснённых условиях и не имеющего свободы манёвра. Из всех его попыток таранить успешной оказалась только последняя (впрочем, так и не увенчавшаяся потоплением противника), во всех же остальных случаях удары наносили больше вреда тарану, чем таранящему. Кроме того, броневая защита «Манассаса» была удовлетворительна только против обычных морских орудий того времени; тяжёлые пушки Родмана и Дальгрена пробили бы её без затруднений.